# Theater Heerengracht
Theater Heerengracht (theater Verkade, Odeon) was een theater, galerie en later bioscoop aan de Herengracht 13 in Den Haag.

## Theater Verkade
Het theater werd voor het uitbreken van de Eerste Wereldoorlog opgericht door Eduard Verkade en meestal Theater Verkade genoemd. Onder zijn leiding trad toneelgroep Die Haghespelers daar van 1913-1917 op. Spelers in die groep waren onder meer Hetty Beck, Paul Huf, Herman Kloppers, Tilly Lus en Enny Vrede, die in 1915 in 'Een ideaal echtgenoot' optrad. Het waren allemaal jonge spelers die vernieuwend wilden zijn en aan het begin van hun carrière stonden.
Sinds 1898 was de Haagse Kunstkring in dit pand gevestigd. Een van hun zalen werd verbouwd tot theaterzaal, maar had voor dat doel niet een ideale indeling. Er kwam een galerij tegen de achterwand, er kwam een nieuwe entree en langs de gevel kwam een luifel. In andere zalen exposeerde de Kunstkring nog regelmatig werk van Vincent van Gogh en Jan Toorop.
In 1913 werd het gebouw gekocht door de NV die ook het Gebouw voor K&W exploiteerde. De zaal van Theater Verkade werd nadien als  aanvulling van K&W gebruikt. De NV had ook Herengracht 15 gekocht, waarna de theaterzaal uitgebreid kon worden. De zaal had daarna 640 zitplaatsen.
Tijdens de oorlog liep het theater goed, Verkade was in Nederlands-Indië geweest en had groot succes met de door Jan Fabricius geschreven stukken 'Totok en Indo' (1915) en 'Nonnie' (1916).
In mei 1917 verkocht Verkade zijn rechten op het theater en eind 1917 werd hij artistiek leiden van de Koninklijke Vereeniging Het Nederlandsch Tooneel. Met de opbrengst betaalde hij zoveel mogelijk de salarissen van de spelers die bij hem onder contract stonden.
Het theater bleef open. In oktober 1918 werd Eline Vere opgevoerd in de bewerking van Elisabeth Couperus-Baud met Else Mauhs in de hoofdrol. In 1918 werd ook de YMCA in het pand gevestigd om de belangen van de Britse krijgsgevangenen te behartigen. Op 1 november 1919 werd op de eerste verdieping het eerste hoofdkantoor van de net opgerichte KLM gevestigd. De KLM verhuisde pas in 1925.
Onder directie van Verkade en Dirk Verbeek ontstond in 1924 uit een fusie tussen Comoedia en De Haghespelers het gezelschap: Het Verenigd Tooneel. Verkade vertrok naar Amsterdam en de naam van Theater Verkade werd gewijzigd in Odeon.

## Odeon
Al op 31 januari 1930 werd de eerste geluidsfilm hier vertoond.
In 1975 werd het theater omgebouwd tot bioscoop Odeon. Het aantal zitplaatsen werd uitgebreid tot 950. Twintig jaar later werd Odeon gesloten.
Herengracht 13 is Rijksmonument 17524.